# Oomyzus incertus
Oomyzus incertus är en stekelart som först beskrevs av Julius Theodor Christian Ratzeburg 1844.  Oomyzus incertus ingår i släktet Oomyzus och familjen finglanssteklar. Arten är reproducerande i Sverige. Inga underarter finns listade i Catalogue of Life.